# Насруллаев, Намиг Насрулла оглы
Намиг Насрулла оглы Насруллаев (азерб. Namiq Nasrulla oğlu Nasrullayev; 2 февраля 1945, Баку — 17 января 2023, Баку) — советский и азербайджанский государственный деятель. Министр экономики Азербайджана (1996—2001).

## Биография
Родился 2 февраля 1945 года в Баку. В 1967 году окончил Азербайджанский институт народного хозяйства. В 1970 году окончил факультет прикладной математики МГУ им. М. В. Ломоносова.
Кандидат технических наук.
С 1968 года работал в Институте проблем управления АН СССР под руководством академика Б.Н. Петрова. Занимался проблемами кибернетики и разработкой систем дальней связи.
В 1978—1987 годах являлся заместителем директора, директором Института кибернетики АН Азербайджана.
С 1987 года — директор азербайджанского научно-производственного объединения «Улдуз» и Научно-исследовательского института систем связи.
В 1995 году назначен первым заместителем министра экономики Азербайджана.
Министр экономики Азербайджана (18 ноября 1996 — 30 апреля 2001). 
Председатель Счётной палаты Азербайджана (12 июня 2001 — 17 апреля 2007).
Умер после продолжительной болезни 17 января 2023 года.

## Семья
Отец — Насрулла Идаят оглы Насруллаев, советский и азербайджанский государственный и партийный деятель, 1-й секретарь Бакинского горкома КП Азербайджана (1961—1966), 1-й заместитель Председателя Госплана Азербайджанской ССР (1966—1969), министр связи (1969—1975), министр лёгкой промышленности (1975—1978) Азербайджанской ССР.

## Награды
- Орден Дружбы (17 марта 2005, Россия) — за большой вклад в развитие российско-азербайджанского сотрудничества[4].
- Медаль «За трудовую доблесть» (1986)[5].
- Персональная пенсия Президента Азербайджанской Республики (31 октября 2011) — за заслуги в развитии экономики в Азербайджанской Республике[6].
- Специальная награда Совета Министров СССР (1973)[5].
- Знак отличия Счётной палаты Российской Федерации (2007)[5].